# روسلان فومين
روسلان فومين (بالأوكرانية: Фомін Руслан Миколайович)‏ (2 مارس 1986 في أوكرانيا - ) هو لاعب كرة قدم أوكراني في مركز الهجوم. شارك مع منتخب أوكرانيا تحت 18 سنة لكرة القدم ومنتخب أوكرانيا تحت 19 سنة لكرة القدم ومنتخب أوكرانيا تحت 21 سنة لكرة القدم. أما مع النوادي، فقد لعب مع إف كي أتيراو وتشورنومورتس أوديسا وزوريا لوهانسك ونادي أبولون سميرني ونادي شاختار دونيتسك ونادي قبله ونادي ميتاليست خاركيف وFC Shakhtar-2 Donetsk ‏ وFC Arsenal Kharkiv ‏ ونادي إيليتشيفيتس ماريوبول.

## وصلات خارجية
- روسلان فومين على موقع الاتحاد الأوربي (الإنجليزية)
- روسلان فومين على موقع اتحاد أوكرانيا (الإنجليزية)
- روسلان فومين على موقع قاعدة بيانات كرة القدم.إي يو (الإنجليزية)
- روسلان فومين على موقع Soccerway.com (الإنجليزية)
- روسلان فومين على موقع عالم كرة القدم.نت (الإنجليزية)
- روسلان فومين على موقع AS.com (الإسبانية)